# Нардомас (присілок)
Нардома́с (рос. Нардомас) — присілок в Вавозькому районі Удмуртії, Росія.
Населення — 17 осіб (2010; 10 в 2002).
Національний склад (2002):
- марійці — 90 %

Урбаноніми:
- вулиці — Дружби